# Магне (песник)
Магне (грч. Μαγνης) био је атински комични песник из 5. века пре нове ере. Магнес и његов савременик Хионид су најранији комични песници за које се бележе победе на литерарном конкурсу Дионисијског фестивала.

## Дела
Наслови његових комедија:
- Βάτραχοι (Batrachoi), Frogs
- Γαλεομυομαχία (Galeomyomachia), Battle of Cats and Mice
- Διόνυσος (Dionysos), Dionysus
- Λυδοί (Lydoi), Lydians
- Ὄρνιθες (Ornithes), Birds
- Πιτακίς ή Πυτακίδης (Pitakis or Pytakidis)
- Ποάστρια (Poastria), (Female Farm-Worker)
- Ψῆνες (Psenes), Fig wasps